# Luis Eladio Pérez
Luis Eladio Pérez Bonilla (Pasto, 9 de diciembre de 1952) es un político e ingeniero de petróleos colombiano, Pérez fue secuestrado por la guerrilla de las Fuerzas Armadas Revolucionarias de Colombia - Ejército del Pueblo (FARC-EP) en 2001, quedando cautivo cerca de seis años y medio en las selvas colombianas. Fue liberado en 2008, gracias a la gestión de Piedad Córdoba, después de su liberación anunció su retiro de la política.

## Biografía
Nacido en Pasto, es hijo del abogado y político Luis Avelino Pérez y de Alicia Bonilla, está casado,desde 1973 con Ángela Rodríguez con quien tuvo dos hijos Sergio y Carolina. Es ingeniero y miembro del Partido Liberal Colombiano, ha desarrollado su vida política en el departamento de Nariño; así, ha ejercido como concejal de Pasto, y de Tuquerres director de Planeación Departamental, Gobernador de Nariño (1987-1988 por decreto), Representante a la Cámara y Senador en dos oportunidades (1994-2002), así como Cónsul y Embajador encargado de Colombia en Paraguay, Embajador de Colombia en Perú y Embajador de Colombia en Venezuela. Durante su ejercicio como senador centró su labor en la Comisión de Relaciones Exteriores, la cual llegó a presidir.

#### Crisis diplomática con Venezuela (1999)
El 12 de marzo de 1999, como presidente de la Comisión de Relaciones Exteriores del Congreso, Pérez acusó de ignorante al presidente Chávez al haber mencionado que las FARC-EP tenían estatus de beligerancia, por lo que el gobierno de  Andrés Pastrana decidió cancelar una visita oficial a ese país. En la Comisión de Paz de la Cámara de Representantes Pérez respaldó al gobierno colombiano y consideró que el mandatario venezolano debía utilizar un lenguaje más diplomático.

### Secuestro y liberación
El 10 de junio de 2001 el senador Pérez Bonilla fue secuestrado por las FARC-EP, cuando se transportaba en la zona rural del departamento de Nariño. Su cautiverio se prolongó durante seis años y medio, hasta que el 28 de febrero de 2008 fue liberado junto a Jorge Gechem, Gloria Polanco y Orlando Beltrán Cuéllar.
Durante su secuestro, el senador Luis Eladio Pérez se hizo gran amigo y compañero de la senadora Íngrid Betancourt y a su regreso a la libertad ha denunciado que las FARC-EP se han "ensañado contra ella" e invocó a todas las fuerzas nacionales e internacionales para facilitar su liberación.
Después de ser liberado anunció su retiro de la política y se ha dedicado a realizar gestiones para lograr el acuerdo humanitario que devuelva a la libertad a los demás secuestrados. En mayo de 2008 lanzó un libro, en colaboración con el periodista Darío Arizmendi, titulado 7 años secuestrado por las FARC, donde Pérez relata varios de los hechos acontecidos durante su cautiverio.